# 形而上学的ニヒリズム
形而上学的ニヒリズム（けいじじょうがくてきニヒリズム、英: Metaphysical nihilism）は、無に関する立場の一つ。無は可能か・不可能か、という論点に関して「無であることも可能だった」「何もない事も可能だった」（there might have been nothing）と主張する立場。哲学の一分野である形而上学の領域で議論される立場の一つで、「無などそもそも不可能である」とする立場と対立する。
存在論上の議論において、「存在」と「無」、すなわち「何かがある」という事と「何もない」という事の二つはしばしば対置されて論じられる。そうした議論の中で「無」、つまり「何もない」などという事がそもそも可能であるのかは一つの論点となる。この点に関して「無であることも可能だった」「何もない事も可能だった」と主張する立場が形而上学的ニヒリズムである。

## 概要
「無は可能か」という問題は、古くから哲学者たちによって議論されてきた問題で、紀元前5世紀の古代ギリシャの哲学者パルメニデスもこの問題を論じた。
21世紀初頭における「無は可能か」という問題についての議論の興隆は、1996年に発表されたピーター・ヴァン・インワーゲンとE.J.ロウの論文をきっかけとして始まった。当初、この立場は単に「ニヒリズム（nihilism）」とだけ呼ばれていたが、他の様々なニヒリズムと区別するため、E.J.ロウが2002年の論文で「形而上学的ニヒリズム（metaphysical nihilism）」と呼ぶことを提案、以降その名称が広く使われるようになった。

## 定式化
形而上学的ニヒリズムの立場は、一般に議論対象とする存在者を具体的対象（Concrete object）に絞った上で、次のように定式化される。
- 「具体的対象がまったく存在しない」ことは可能である。（It is possible that nothing concrete exists.）[5]

可能世界論の枠組みを用いて定式化される場合、次のような形を取る。
- w において「具体的対象が何もない」という命題が真となる、そうした可能世界 w が存在する。（There is a possible world w such that "There are no concrete objects" is true at w.）[6]。

ここで具体的対象とは、たとえば椅子や机や石ころなどのことで、抽象的対象（Abstract object、数や命題や「赤（という性質・概念）」など）と対置される、存在論上の対象分類の一つである。

## 引き算論法
形而上学的ニヒリズムの立場を擁護する論法として引き算論法（Subtraction argument）というものがある。引き算論法は1996年にイギリスの哲学者トマス・ボールドウィン（Thomas Baldwin）によって提出された論証で、以下のようなものである。
1. 数多くの、しかし有限個の、ものが存在する。
2. 一つ一つのそれぞれのものは存在しないことも可能だった。
3. ひとつのものの除去に、他の新たなものの追加は必要ではない。
4. 以上のことから、何も存在しないことも可能だった。

## 批判
この立場には様々な批判がある。様相実在論の提唱者として知られるアメリカの哲学者デイヴィド・ルイス（1941年-2001年）は、「具体的対象がひとつもない」という事は不可能だと主張した。その理由として、「世界」は具体的対象である、それゆえどんな世界であっても「世界」という具体的対象が必ずある、よって具体的対象がひとつもない世界は不可能である、とした。イギリスの哲学者E.J. ロウ（1950年生）は次のように批判した。ある種の抽象的対象、例えば数、は必然的に存在する。唯一の可能な抽象的対象は集合か普遍である。集合も普遍も、それが存在するためには具体的対象を必要とする。たとえば集合であれば集合を作るためのメンバーが、普遍であればそれを例化するためのモノが必要である。よって何らかの具体的対象は必ず存在する、とした。

## 関連する話題
- この立場は「何もない空っぽの世界（empty world）を可能世界の一つとして認めるか」という点において、様相論理や可能世界論における「どのような可能世界を認めるか」といった議論と関わる。これは数学の哲学や論理学の哲学で論じられる「空集合（empty set）とは何か」といった議論とも同傾向の内容を含む。
- この立場は「なぜ無ではなく、何かが存在するのか」という存在論上の問いと関わる。もし「何もない事も可能だった」（つまり形而上学的ニヒリズムの立場が正しい）のだとした場合、「なぜ無ではないのか」という問いはそこから先へ進んで思考する意味を持ちうる。しかし「何もないことなどそもそも不可能だった」（つまり形而上学的ニヒリズムの立場は間違っている）とした場合、「なぜ無ではないのか」という問いに対しては「それは不可能だから」という形で答えることで終わらせることができるものとなる（詳細はなぜ何もないのではなく、何かがあるのか#無は不可能であるを参照）。

## 脚註
1. ↑  Sorensen (2009)
2. ↑  Inwagen and Lowe (1996)
3. ↑  Lowe (2002), p.62
4. ↑  Efird (2005a), p.303, Efird (2005b), p.22
5. ↑  Gonzalo (2004)
6. ↑  Kelly (2011)
7. ↑  Thomas (1996)